# جگوار لندرور

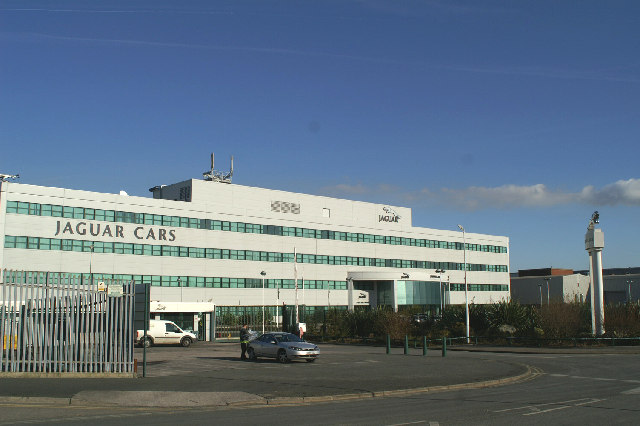
کارخانه مرکزی جگوار لندرور

جگوار لندرور (به انگلیسی: Jaguar Land Rover) شرکت خودروسازی بریتانیایی چندملیتی است، که در زمینه توسعه، طراحی، تولید و فروش انواع خودرو فعالیت می‌کند.
ریشه‌های مشارکت و همکاری دو شرکت خودروسازی جگوار و لندرور به سال ۲۰۰۲ بازمی‌گردد، که با مدیریت شرکت فورد آغاز به فعالیت نمودند. شرکت فورد نخست در سال ۱۹۸۹ جگوار کارز را تصاحب کرد، سپس در سال ۲۰۰۰ اقدام به خریداری برند لندرور از شرکت خودروسازی ب‌ام‌و نمود.
شرکت جگوار لندرور در سال ۲۰۰۸ درپی خریداری جگوار و لندرور توسط گروه خودروسازی هندی تاتا موتورز، راه‌اندازی شد، سپس برند رنجرور را نیز با آن‌ها ادغام نمود.
این شرکت تا ماه مارس ۲۰۱۲ شمار ۳۰۵،۸۵۹ دستگاه خودرو به‌فروش رسانده بود، که سهم لندرور؛ ۲۵۱،۶۳۲ دستگاه و جگوار نیز ۵۴،۲۲۷ دستگاه را، به خود اختصاص داده بود. دفتر مرکزی شرکت جگوار لندرور در وایتلی، در حومه شهر کاونتری، میدلندز غربی، انگلستان قرار دارد.

## جگوار کارز
جگوار کارز، (به انگلیسی: Jaguar Cars) شرکت خودروسازی بریتانیایی چندملیتی است، که دفتر مرکزی آن در شهر وایتلی، کاونتری، در کشور انگلستان قرار دارد. این شرکت هم‌اکنون زیرمجموعه‌ای از گروه خودروسازی جگوار لندرور به‌شمار می‌آید، که خود از شرکت‌های تابعه کمپانی هندی تاتا موتورز می‌باشد.
جگوار در سال ۱۹۲۲ تحت نام سوالو سایدکار کمپانی، توسط ویلیام لیونز تأسیس شد. این شرکت پس از جنگ جهانی دوم به جگوار تغییر نام داد. در ۱۹۳۴ اتومبیل‌های تولید شده توسط شرکت جگوار، ابتدا با نام اس‌اس و اندکی بعد تحت نام اس‌اس جگوار، به بازار عرضه شدند. این شرکت در ۱۹۶۶ به بریتیش موتور هولدینگز فروخته شد.
دو سال بعد، در ۱۹۶۸ جگوار با لیلاند موتورز ادغام گردید و شرکت جدید بریتیش لیلاند نام گرفت. شرکت خودروسازی جگوار در سال ۱۹۷۵ توسط دولت بریتانیا، ملی اعلام شد. در ابتدای دهه ۱۹۸۰ روند خصوصی‌سازی در این شرکت آغاز گردید، که سرانجام در پی جدایی از بریتیش لیلاند، با نام کنونی، یعنی جگوار کارز به ثبت رسید. در سال ۱۹۸۴ شرکت جگوار موفق شد که به عنوان یک شرکت مستقل وارد بازار بورس لندن گردد، ولی در سال ۱۹۹۰ تمامی سهام آن، توسط شرکت آمریکایی فورد خریداری شد و برای قریب به دو دهه تحت مدیریت فورد، به فعالیت ادامه داد.
در تاریخ ۲ ژوئن ۲۰۰۸ شرکت تاتا موتورز، جگوار را از فورد خریداری نمود. سپس با ادغام لندرور و جگوار، گروه جگوار لندرور را راه‌اندازی کرد. هم‌اکنون جگوار کارز به‌همراه لندرور و رنجرور تحت مدیریت گروه جگوار لندرور فعالیت می‌کند.
شرکت جگوار همواره یکی از فعال‌ترین خودروسازها در زمینه طراحی و ساخت خودروهای لوکس سفارشی می‌باشد، که بارها برای الیزابت دوم، چارلز، شاهزاده ولز و سران سیاسی سایر کشورها، اتومبیل‌های سفارشی تولید کرده‌است. در سال‌های اخیر نیز شرکت جگوار اقدام به ساخت خودرو برای نخست‌وزیر بریتانیا نموده است. آخرین خودروی تولید شده توسط این شرکت، مدل جگوار ایکس‌جی می‌باشد، که در ماه مه سال ۲۰۱۰ عرضه شده‌است.

### تاریخچه جگوار

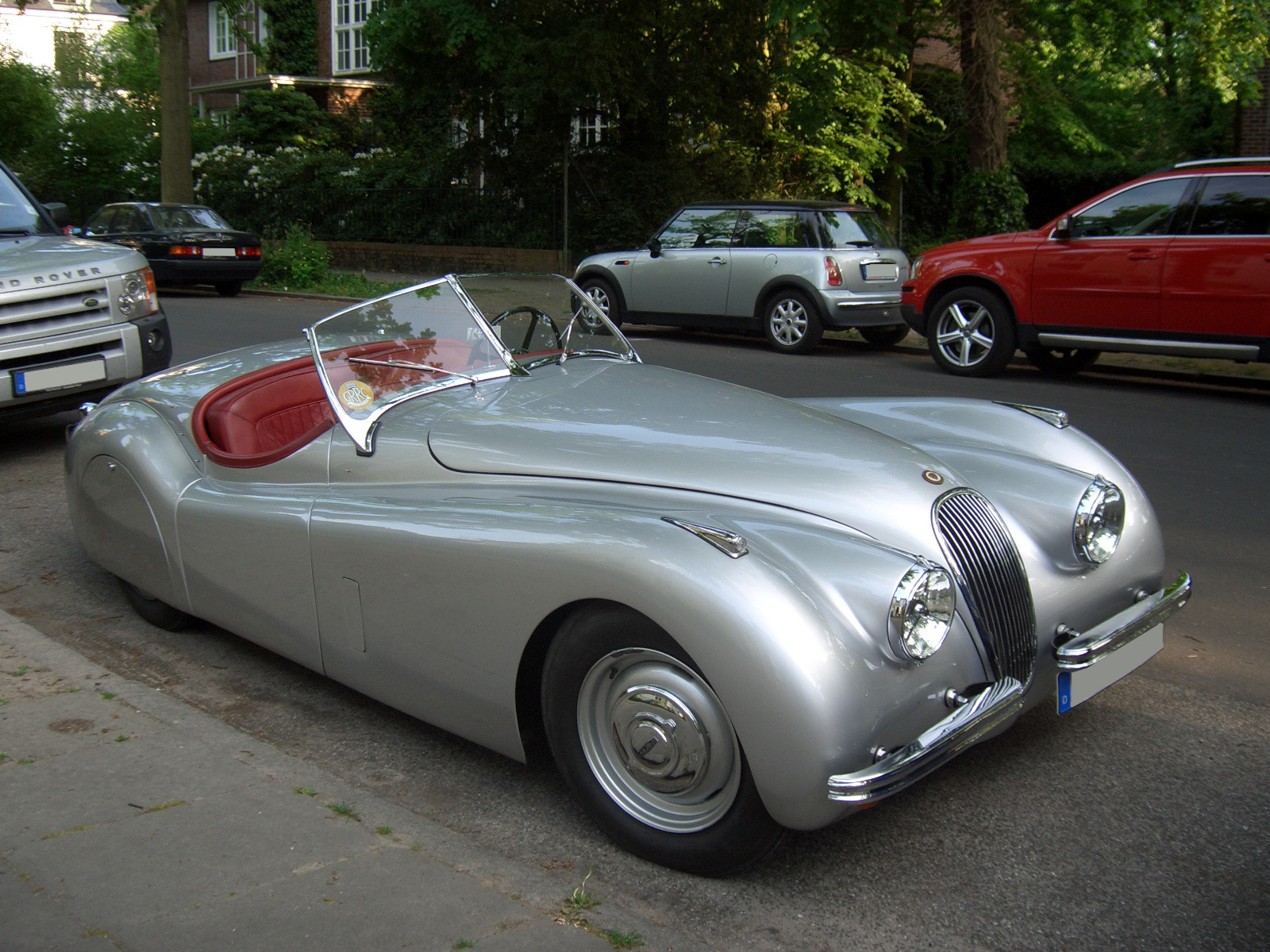
جگوار ایکس‌کی۱۲۰

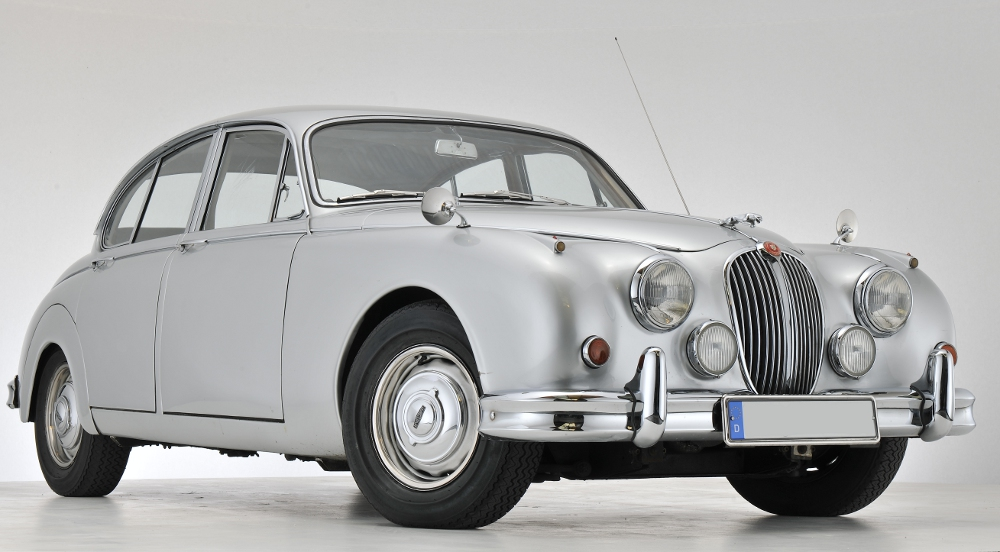
جگوار ام‌کی ۲

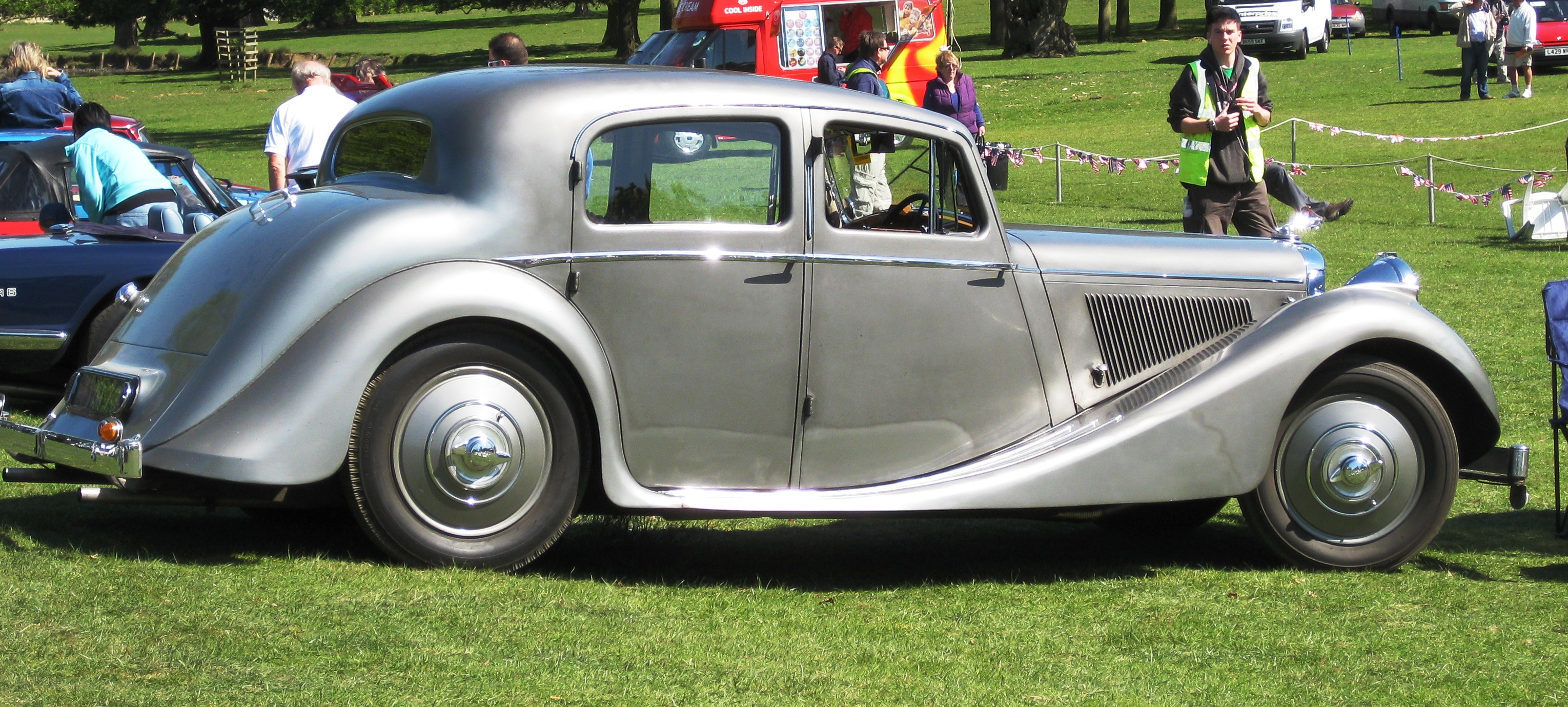
جگوار ام‌کی۵

جگوار کارز شرکت تولیدکننده خودروهای لوکس می‌باشد، که دفتر مرکزی آن در کاونتری انگلستان قرار دارد. این شرکت اکنون زیرمجموعه کمپانی «تاتا موتورز» بوده و در بخش تجاری «جگوار لندرور» این گروه فعالیت می‌کند.
این شرکت در سال ۱۹۲۲ توسط سر ویلیام لیونز و ویلیام والمزلی با نام «سوالو سایدکار کمپانی» (به انگلیسی: Swallow Sidecar Company) تأسیس شد و در ابتدا به تولید اتاقک اضافه کنار موتورسیکلت می‌پرداخت.
این شرکت پس از جنگ جهانی دوم در سال ۱۹۳۴ به «اس اس کارز» تغییر نام داد و سرانجام در سال ۱۹۴۵ با نام کنونی یعنی جگوار کارز به ثبت رسید. شعار تبلیغاتی جگوار «ظرافت، وسعت، سرعت» بود و در دهه ۱۹۵۰ در مسابقات اتومبیل‌رانی بسیار موفق ظاهر شد.
جگوار پس از ادغام با کمپانی «بریتیش موتور» در سال ۱۹۶۸ جزئی از کارخانه «بریتیش لیلاند» گردید، که پیش از آن شرکت‌های روور و «استاندارد ترایمف» را نیز خریداری کرده بود. دو سال بعد جگوار و دایملر دو قطب بزرگ بریتیش لیلاند شده بودند و روور و ترایمف، در سوی دیگر قرار داشتند. تا اینکه در اوایل دهه ۱۹۸۰ بیشتر این شرکت‌ها به «گروه آستین روور» پیوستند که البته جگوار در بین آن‌ها نبود.
جگوار در سال ۱۹۸۴ وارد بورس لندن شد و بلافاصله پس از عرضه سهام خود به‌طور عمومی، در لیست ۱۰۰ شرکت برتر این مرکز قرار گرفت. این شرکت پنج سال بعد توسط کمپانی فورد خریداری شد، که در پی آن، از فهرست شرکت‌های بورس لندن خارج گردید. جگوار تاکنون دو نشان سلطنتی از ملکه الیزابت دوم و پرنس چارلز دریافت کرده‌است.
پس از چندین بار تغییر مالکیت در تاریخ ۲۶ مارس ۲۰۰۸ مدیران شرکت فورد اعلام کردند، که قصد فروش جگوار و روور به یک شرکت هندی به نام تاتا موتورز را دارند، که پیش‌بینی می‌شد، این خرید تا پایان فصل دوم سال ۲۰۰۸ انجام شود. قرارداد تاتا موتورز علاوه بر جگوار، سه زیرمجموعه دیگر آن، از جمله بخشی از دایملر کمپانی، متعلق به جگوار، روور و لانکستر را نیز شامل می‌شد و نهایتاً این قرارداد در تاریخ دوم ژوئیه ۲۰۰۸ با مبلغ ۷٫۱ میلیارد پوند، منعقد گردید.
جگوار کارز پس از سال‌ها ناکامی، سرانجام در نمایشگاه خودروی پاریس در سال ۲۰۱۰ بسیار قوی ظاهر شد و از میان صدها خودروی موجود در این نمایشگاه، خودروی جگوار آخرین تکنولوژی‌ها را به کار گرفته بود و به همین دلیل جزو ستارگان نمایشگاه خودروی پاریس لقب گرفت. طراحی بی نظیر و متفاوت خودروی جگوار سی-ایکس۷۵ موجب شد، تا تمامی بازدیدکنندگان نمایشگاه توجه ویژه‌ای به آن داشته باشند و به عنوان ستاره نوظهور صنعت خودروسازی در پاریس معرفی شود.

### خودروهای جگوار

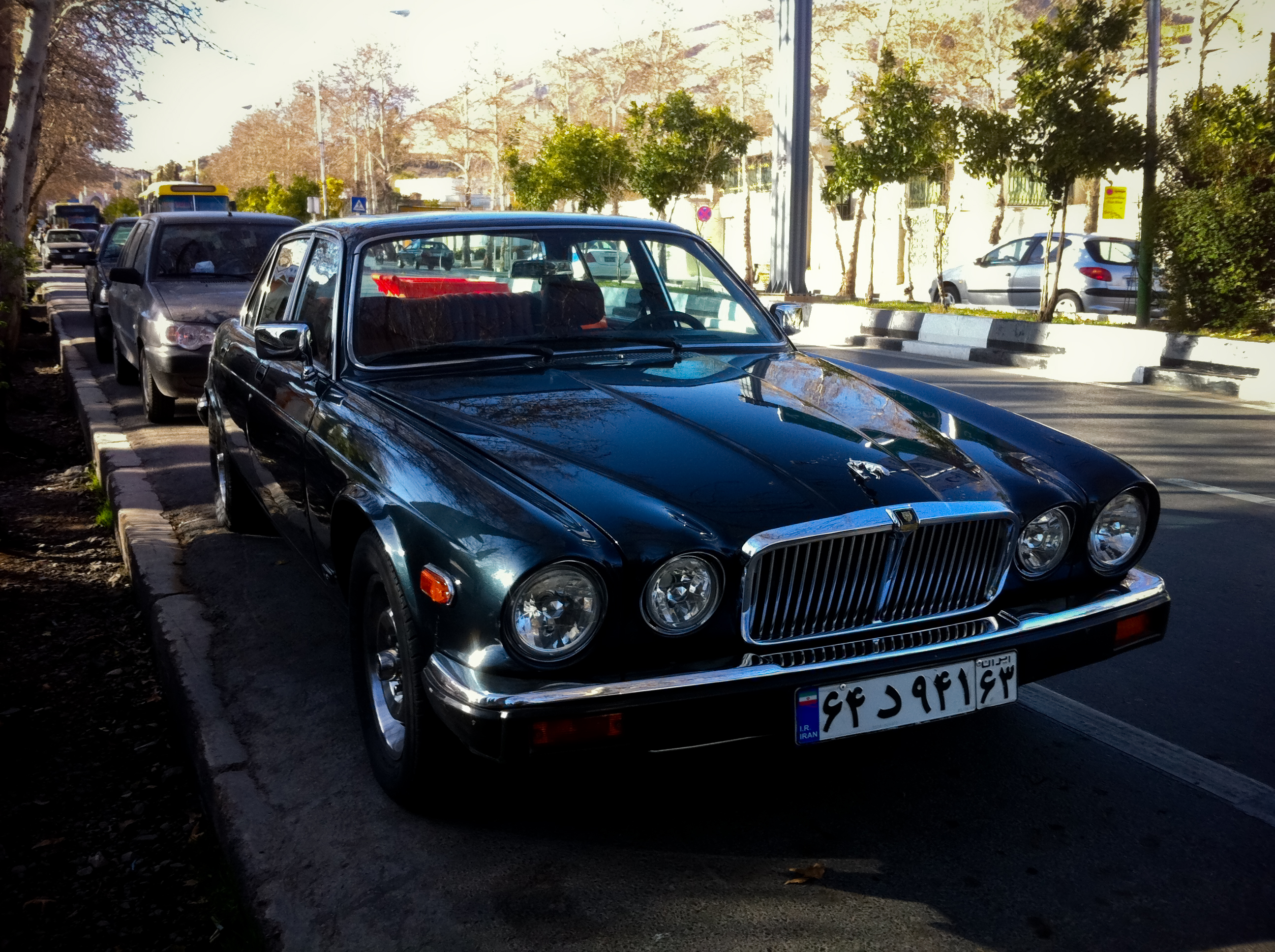
جگوار ایکس‌جی۶ خیابان ارم، شیراز

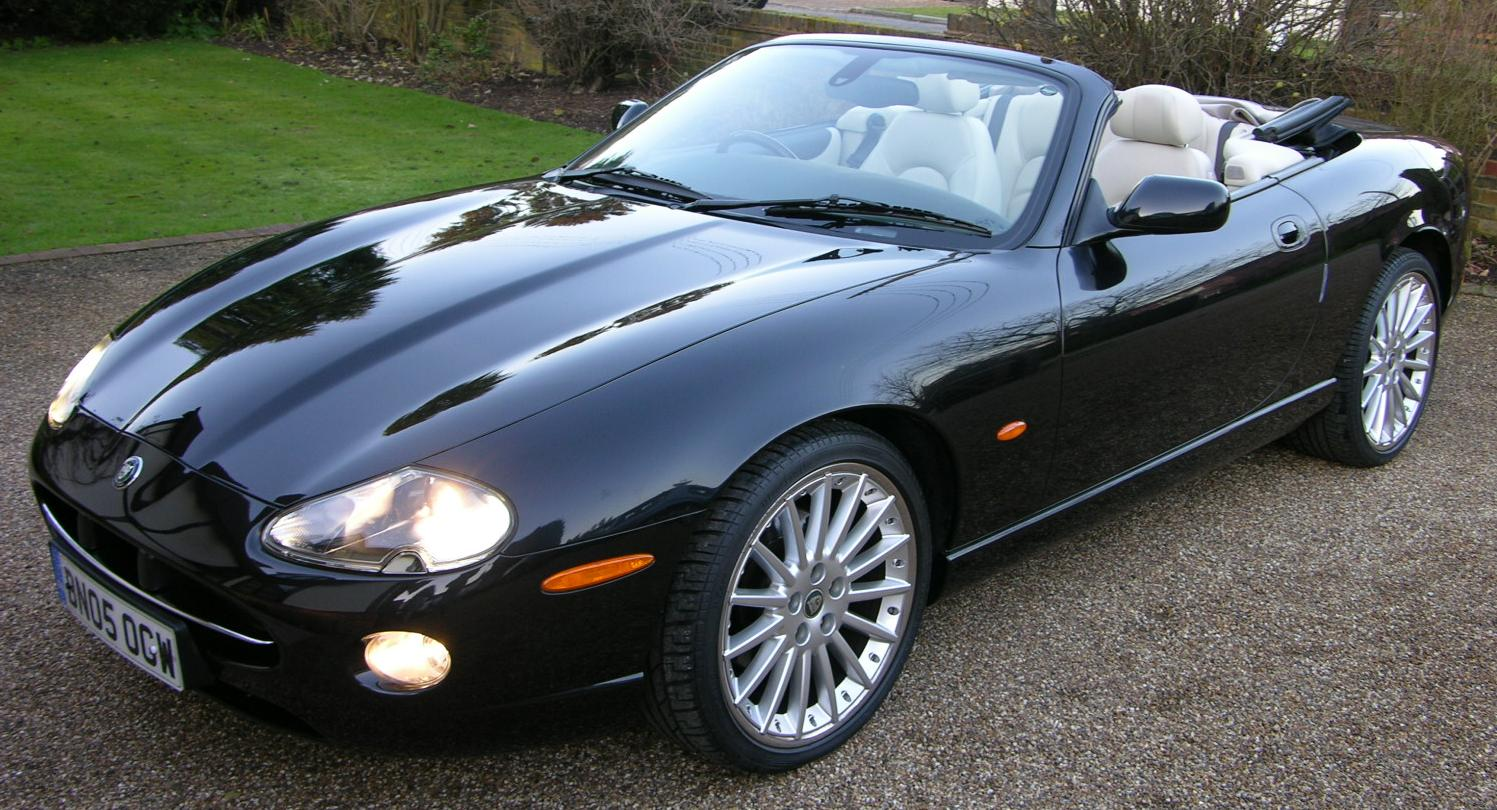
جگوار ایکس‌کی۸

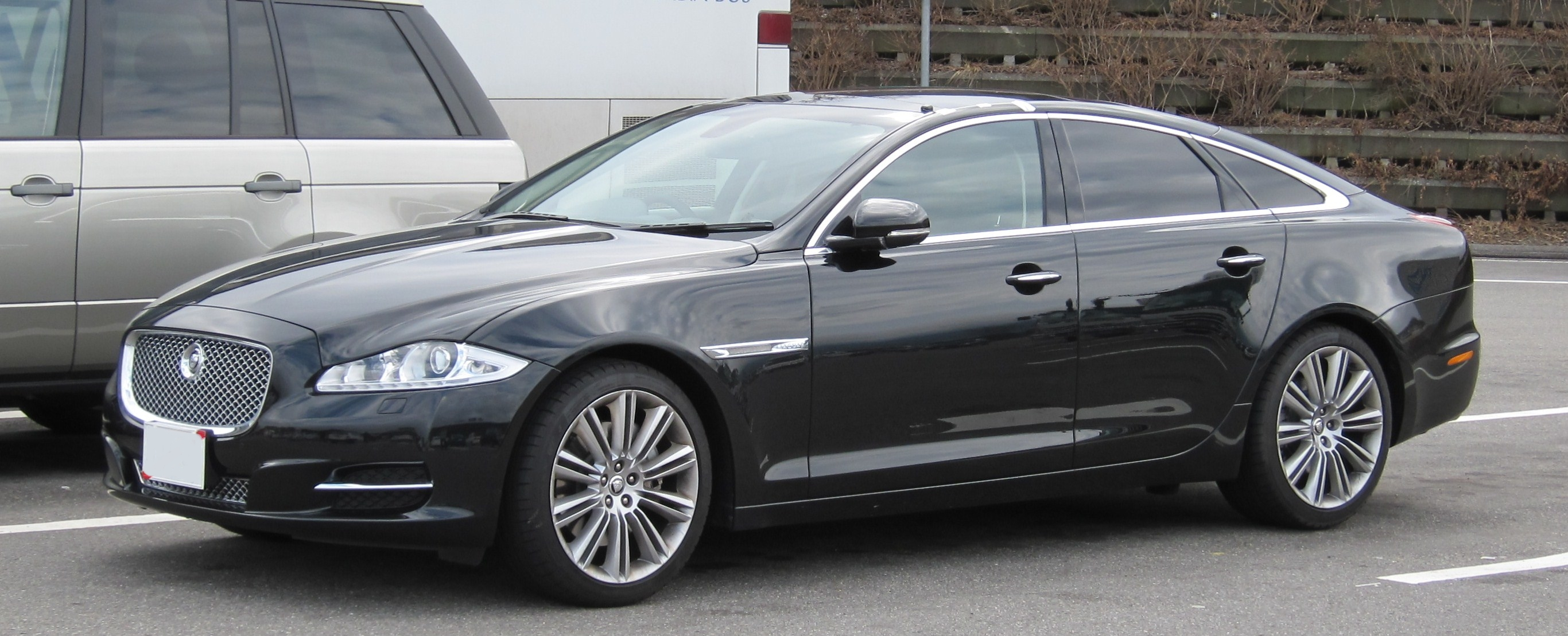
جگوار ایکس‌جی ایکس۳۵۱

این شرکت در ابتدا به تولید موتورسیکلت‌های سایدکار می‌پرداخت، اما پس از مدتی بر تولید خودرو متمرکز شده و نام شرکت در سال ۱۹۳۳ به "اس‌اس کارز" تغییر کرد. جگوار اس‌اس ۱۰۰، نخستین خودرویی بود که در سال ۱۹۳۵ با نام جگوار عرضه شد.
پس از جنگ جهانی دوم و در سال ۱۹۴۵، اس اس کارز نام خود را به جگوار تغییر داد، زیرا نام این شرکت مشابه با سازمان شبه نظامی نازی آلمان بود. جگوار مارک پنج، نخستین خودروی جگوار پس از پایان جنگ بود، که در سال ۱۹۴۸ تولید شد. در همان سال سدان لوکس جگوار ایکس‌کا۱۲۰ را نیز روانه بازار کرد، که سریع‌ترین خودروی تولیدی تا آن زمان محسوب می‌شد. این اتومبیل از محبوبیت بسیاری برخوردار شد و به جگوار کمک کرد، تا حضور قدرتمندی در بازار خودروهای اسپورت داشته باشد.
در دهه ۱۹۵۰، صادرات محصولات لوکس جگوار به بازار ایالات متحده آمریکا آغاز شد. جگوار مارک هفت سالون، در سال ۱۹۵۱ و به صورت اختصاصی برای بازار آمریکا معرفی شد. در سال ۱۹۵۶، این خودرو برنده جایزه "رالی مونت کارلو" گردید.
در اواسط دهه ۱۹۵۰ جگوار مدل‌های جگوار مارک هشت و جگوار مارک نه را به خط تولید خود اضافه کرد. همزمان و با ارتقا عملکرد جگوار ایکس‌کا، شرکت مدل جگوار ایکس‌کا۱۴۰ را نیز تولید کرد. پس از آن، جگوار ایکس‌کی۱۵۰ معرفی شد، که سریع‌تر از مدل‌های قبلی خود بود، اما جذابیت مدل‌های ۱۲۰ و ۱۴۰ را نداشت.
در دهه ۱۹۶۰، یکی از مشهورترین خودروهای جگوار متولد شد. جگوار تیپ ای، که در بازار ایالات متحده آمریکا به نام ایکس‌کا ای شناخته می‌شد، در سال ۱۹۶۱ عرضه گردید. این خودروی اسپرت، در دو گونه کوپه و کانورتیبل، عملکرد فوق‌العاده را با ظاهری بسیار جذاب، در هم آمیخته بود. جذابیت جگوار ای تایپ، به حدی بود، که حتی تحسین "انزو فراری"، مؤسس شرکت فراری را نیز در پی داشت.
یک دهه بعد، این شرکت جگوار ایکس‌جی۶سی و جگوار ایکس‌جی۱۲سی کوپه را برای ملحق شدن به محصولات سدان خود معرفی کرد. مدل ایکس‌جی۱۲سی سریعترین سدان تولیدی تا آن زمان بود. در اواسط دهه ۱۹۷۰ میلادی، مدل محبوب تیپ ای، با مدل جگوار ایکس‌جی‌اس جایگزین شد. در دهه ۱۹۸۰ جگوار روند رو به رشد خود را، ادامه داده و مدل جگوار ایکس‌جی‌اس اچ‌ای و خودروی سوپراسپورت؛ جگوار ایکس‌جی۲۲ را روانه بازار کرد.
البته در آن زمان، خودروهای جگوار به واسطه برخی نقص‌های فنی نیز مشهور شدند، که مشکلات الکتریکی، بیش از سایر موارد، نارضایتی مشتریان اتومبیل‌های جگوار را به همراه داشت. از سوی دیگر، سخت‌تر شدن رقابت، به واسطه حضور خودروهای آلمانی و کمبود منابع مالی، جگوار را بر آن داشت، تا طی همکاری با شرکتی دیگر، به فعالیت‌های خود ادامه دهد. این تصمیم در نهایت به خرید جگوار توسط فورد در سال ۱۹۹۰ منجر شد.
با این وجود، مشکلات مالی جگوار و کاهش فروش این شرکت، فورد را نیز تحت تأثیر قرار داد. از این رو، فورد برای کاهش ضرر خود، جگوار و برند لندرور را در سال ۲۰۰۸ به شرکت هندی تاتا موتورز فروخت. اگرچه عدم اطمینان به جگوار همچنان بر محصولات این برند سایه افکنده بود، اما معرفی مدل‌های جدید مانند جگوار ایکس‌اف و مدل‌های نمادینی مانند جگوار ایکس‌کا و جگوار ایکس‌جی (ایکس۳۵۱) با طراحی جدید، امروزه شرایط را تغییر داده و آینده روشنی را، برای جگوار رقم زده است.

### فهرست مدل‌ها

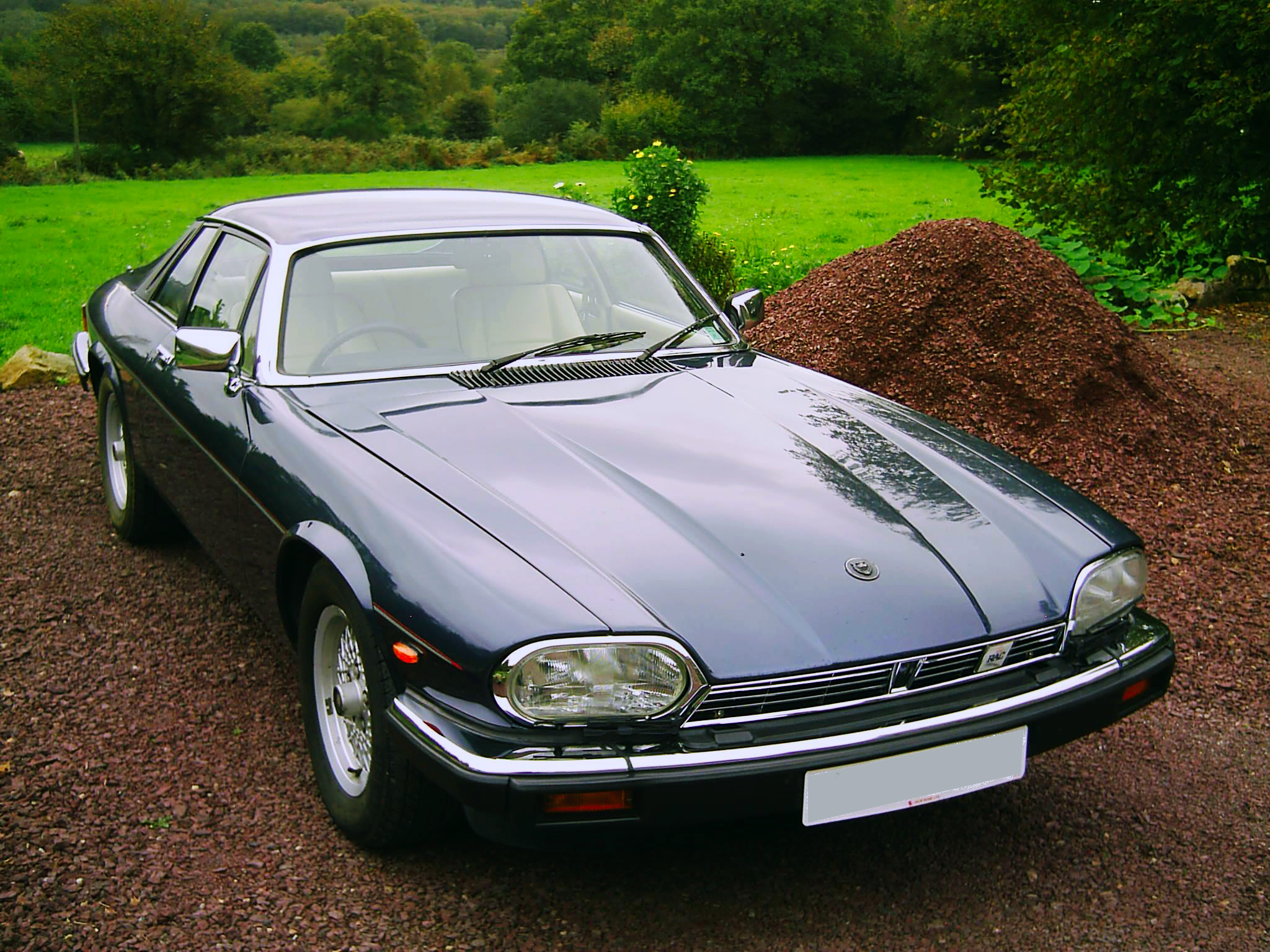
جگوار ایکس‌جی‌اس

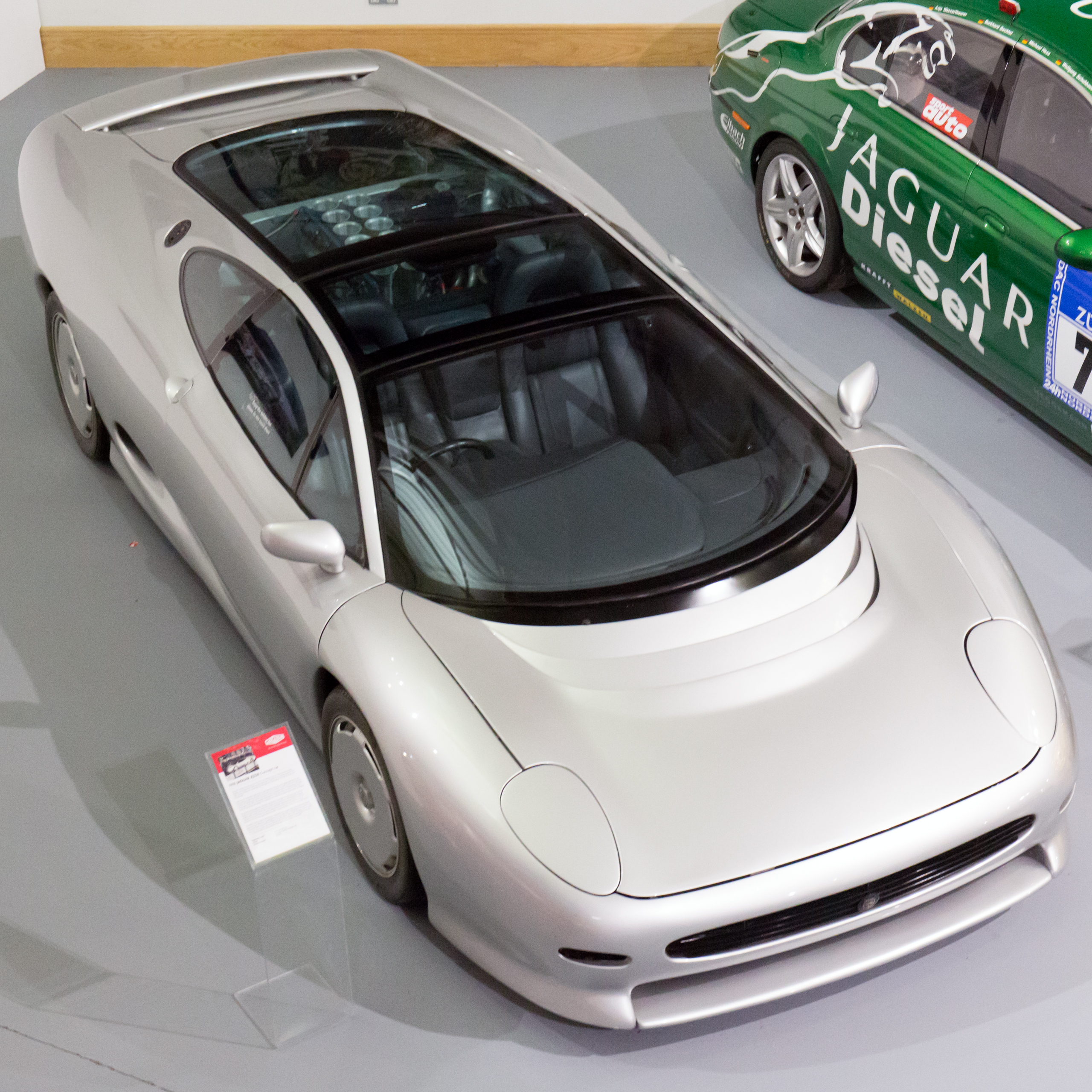
جگوار ایکس‌جی۲۲۰ مدل سال ۱۹۸۸

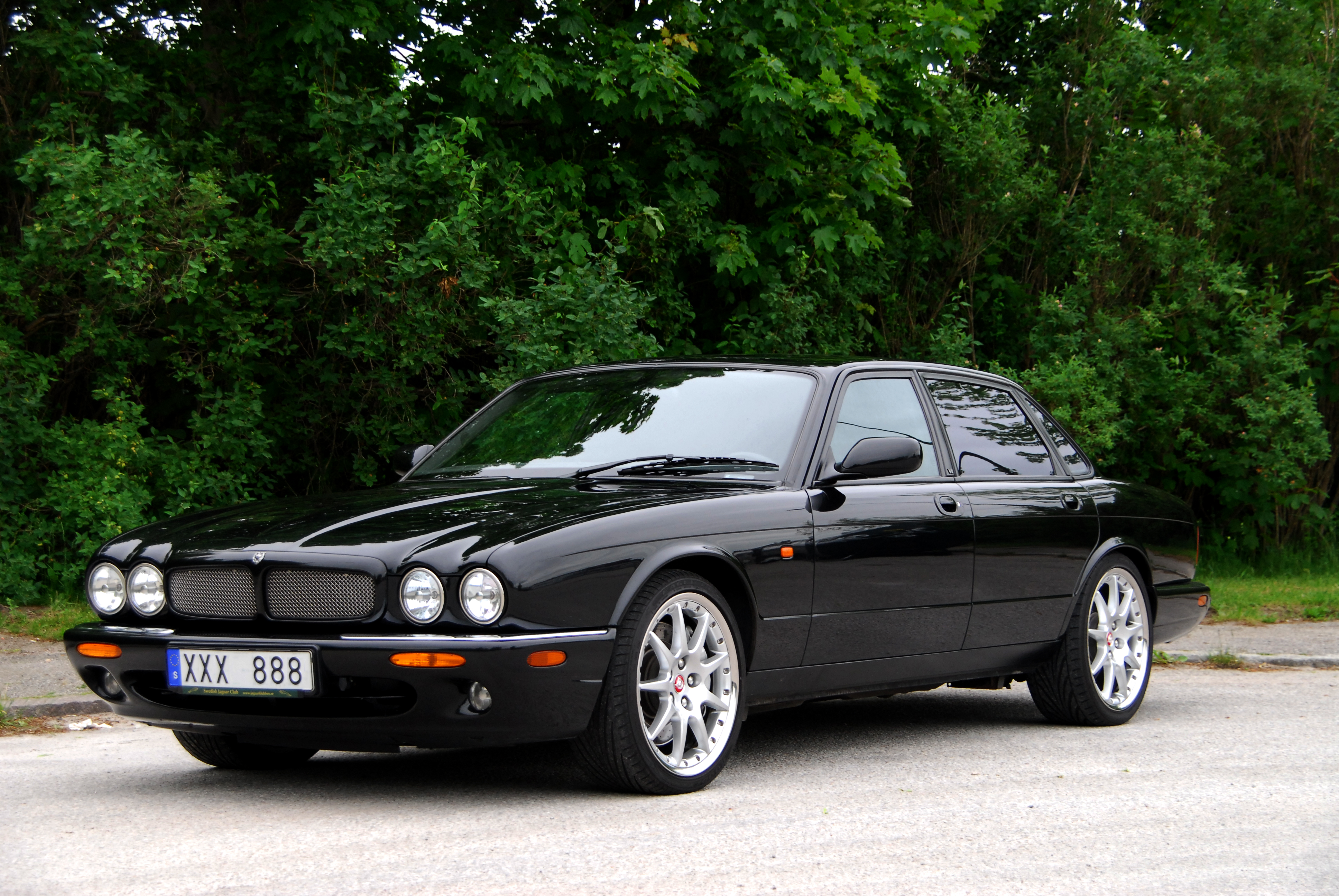
جگوار ایکس‌جی‌آر۱۰۰

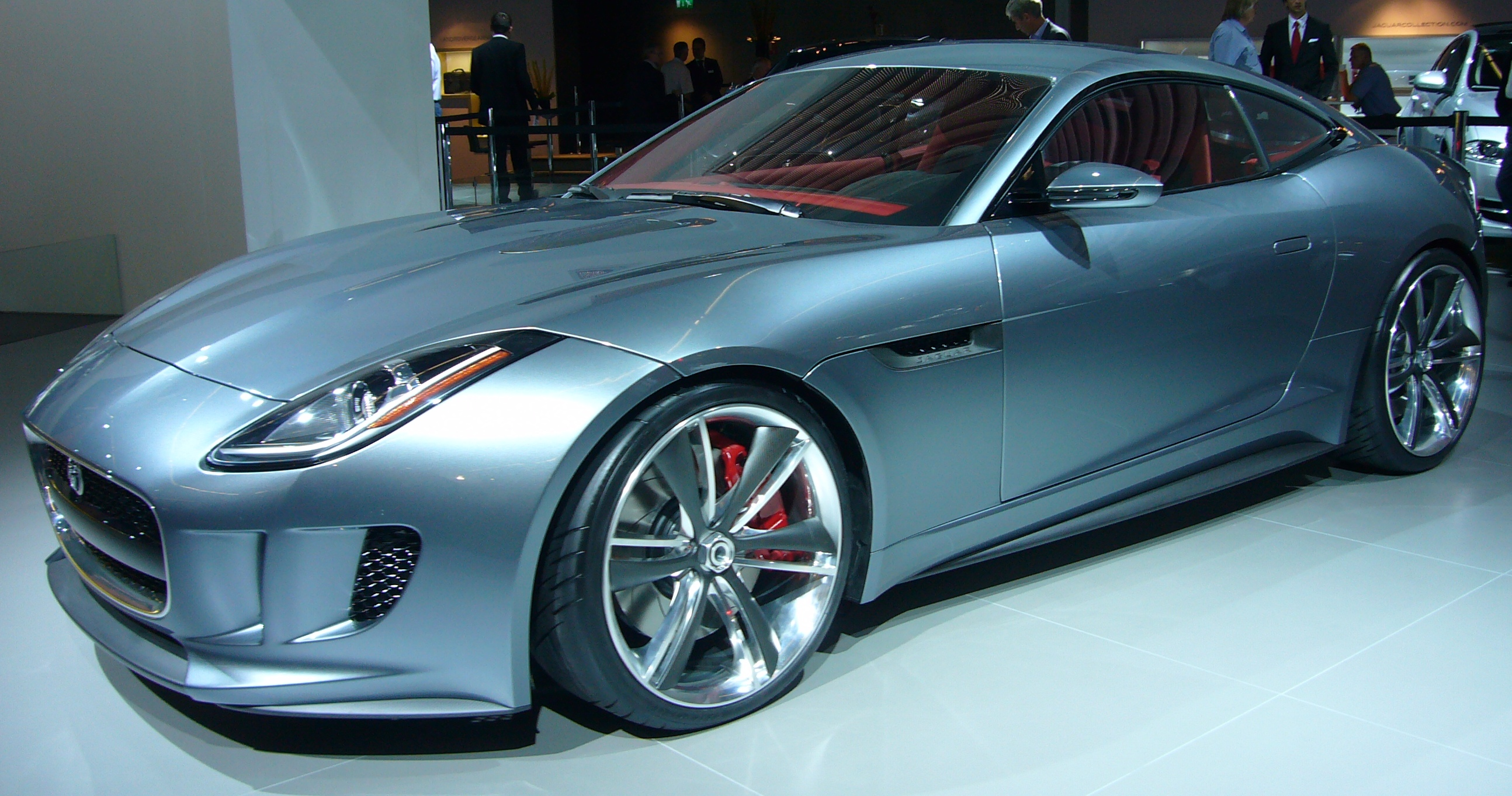
جگوار سی-ایکس۱۶ در نمایشگاه خودروی فرانکفورت ۲۰۱۱

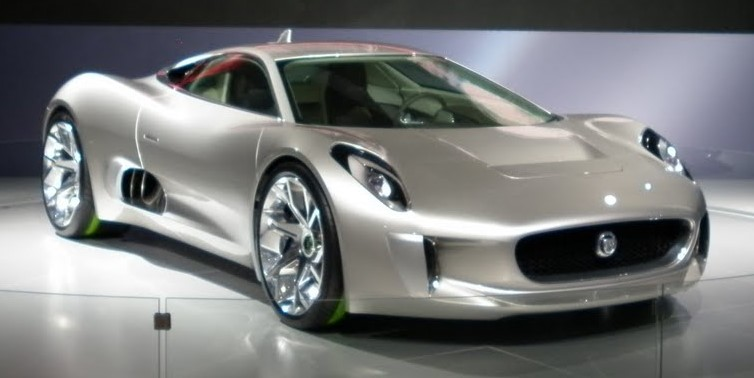
جگوار سی-ایکس۷۵ در نمایشگاه خودروی پاریس ۲۰۱۰

#### ۱۹۳۱ تا ۱۹۴۰
| مدل خودرو      | سال‌های تولید |
| -------------- | ------------ |
| اس‌اس ۱         | ۱۹۳۲–۱۹۳۶    |
| اس‌اس ۲         | ۱۹۳۲–۱۹۳۶    |
| اس‌اس ۹۰        | ۱۹۳۵         |
| اس‌اس جگوار ۱٫۵ | ۱۹۳۶–۱۹۴۰    |
| اس‌اس جگوار ۲٫۵ | ۱۹۳۶–۱۹۴۰    |
| اس‌اس جگوار ۳٫۵ | ۱۹۳۸–۱۹۴۰    |
| جگوار اس‌اس۱۰۰  | ۱۹۳۶–۱۹۳۹    |

#### ۱۹۴۵ تا کنون
| مدل خودرو              | سال‌های تولید |
| ---------------------- | ------------ |
| جگوار ۱٫۵              | ۱۹۴۶–۱۹۴۸    |
| جگوار ۲٫۵              | ۱۹۴۶–۱۹۴۸    |
| جگوار ۳٫۵              | ۱۹۴۶–۱۹۴۸    |
| جگوار تیپ سی           | ۱۹۵۱–۱۹۵۳    |
| جگوار تیپ دی           | ۱۹۵۴–۱۹۵۶    |
| جگوار ایکس‌کا۱۴۰        | ۱۹۵۵–۱۹۵۷    |
| جگوار ۲٫۴ لیتر         | ۱۹۵۶–۱۹۵۹    |
| جگوار مارک هشت         | ۱۹۵۷–۱۹۵۸    |
| جگوار ایکس‌کااس‌اس       | ۱۹۵۷         |
| جگوار ۳٫۴ لیتر         | ۱۹۵۷–۱۹۵۹    |
| جگوار ایکس‌کی۱۵۰        | ۱۹۵۷–۱۹۶۱    |
| جگوار مارک نه          | ۱۹۵۹–۱۹۶۱    |
| جگوار مارک ۲           | ۱۹۶۰–۱۹۶۷    |
| جگوار مارک ایکس        | ۱۹۶۲–۱۹۶۶    |
| جگوار تیپ (۱۹۶۳)       | ۱۹۶۴–۱۹۶۸    |
| جگوار ایکس‌جی۱۳         | ۱۹۶۶         |
| جگوار ۴۲۰              | ۱۹۶۷–۱۹۶۸    |
| جگوار ۴۲۰ جب           | ۱۹۶۷–۱۹۷۰    |
| جگوار ۲۴۰              | ۱۹۶۸–۱۹۶۹    |
| جگوار ۳۴۰              | ۱۹۶۸         |
| جگوار ایکس‌جی‌اس         | ۱۹۷۶–۱۹۹۱    |
| جگوار ایکس‌جی‌اس         | ۱۹۹۱–۱۹۹۶    |
| جگوار ایکس‌جی۲۲۰        | ۱۹۹۲–۱۹۹۴    |
| جگوار ایکس۳۰۰          | ۱۹۹۵–۱۹۹۷    |
| جگوار ایکس۱۰۰          | ۱۹۹۶–۲۰۰۵    |
| جگوار ایکس‌جی (ایکس۳۰۸) | ۱۹۹۸–۲۰۰۲    |
| جگوار نوع اس           | ۱۹۹۹–۲۰۰۷    |
| جگوار نوع ایکس         | ۲۰۰۱–۲۰۰۹    |
| جگوار ایکس۳۵۰          | ۲۰۰۳–۲۰۰۹    |
| جگوار ایکس۱۵۰          | ۲۰۰۵-تاکنون  |
| جگوار ایکس‌اف           | ۲۰۰۸-تاکنون  |
| جگوار ایکس‌جی (ایکس۳۵۱) | ۲۰۰۹-تاکنون  |
| جگوار نوع اف           | ۲۰۱۳-تاکنون  |

### کارخانه‌های تولیدی جگوار
از سال ۲۰۰۸ که شرکت جگوار تحت مدیریت جگوار لندرور قرار گرفت، خودروهای این شرکت به‌همراه برندهای لندرور و رنجرور، توسط مهندسان هر سه شرکت، در کارخانه «وایتلی» کاونتری طراحی شده و در دو کارخانه مجهز جگوار لندرور ساخته می‌شوند. یکی از این کارخانه‌ها «کستل برومویچ» در بیرمنگام بوده و دیگری «هیل وود بادی» در نزدیکی لیورپول است.

## لندرور
لندرور، (به انگلیسی: Land Rover) شرکت خودروسازی بریتانیایی است، که به جهت ساخت خودروهای چهارچرخ محرک، مشهور می‌باشد.
شرکت لندرور هم‌اکنون زیرمجموعه‌ای از گروه جگوار لندرور به‌شمار می‌آید و از سال ۲۰۰۸ متعلق به کمپانی هندی تاتا موتورز می‌باشد، که خود شرکت تابعهای از گروه تاتا محسوب می‌شود.
ریشه‌های تأسیس این شرکت به سال ۱۹۴۸ باز می‌گردد، که موریس فردیناند ویلکس؛ رییس هیئت مدیره وقت گروه روور با هدف تولید خودروهای چهارچرخ محرک، اقدام به طراحی و راه‌اندازی خط تولید لندرور نمود.
شرکت روور در آن زمان خود زیرمجموعه‌ای از کمپانی لیلاند موتورز به‌شمار می‌آمد، تا اینکه در سال ۱۹۶۷ بریتیش لیلاند شرکت روور را تصاحب نمود. در ۱۹۹۴ در پی خریداری روور توسط ب ام و، برند لندرور نیز به این شرکت آلمانی واگذار گردید.
در سال ۲۰۰۰ برای نخستین بار، مدیریت کمپانی ب‌ام‌و اقدام به جداسازی برند لندرور، از شرکت روور نمود. در اواخر سال ۲۰۰۰ لندرور به‌عنوان یک برند و شرکت مستقل، به کمپانی فورد فروخته شد.
در ۲۰۰۸ در حالی که شرکت‌هایی چون ماهیندرا، تاتا موتورز، مدیریت سرمایه سربروس، تی‌پی‌جی کپیتال و شرکت مدیریت آپولو، خواهان خریداری لندرور بودند، سرانجام شرکت فورد، دو شرکت زیرمجموعه خود، یعنی جگوار کارز و لندرور را به‌طور همزمان، به تاتا موتورز واگذار کرد.
در ماه ژوئن ۲۰۰۸ در پی ادغام جگوار کارز، لندرور و رنجرور، گروه جگوار لندرور، تحت مدیریت تاتا موتورز تشکیل شد. شرکت لندرور تا ماه مارس ۲۰۱۲ به‌عنوان زیرمجموعه‌ای از جگوار لندرور، شمار ۲۵۱٫۶۳۲ دستگاه خودرو تولید نمود.
لندرور تاکنون مدل‌های زیادی را عرضه کرده و هم‌اکنون ۳ مدل از این شرکت بنام‌های لندروور دیسکاوری، لندرور دیفندر و لندروور فری‌لندر، در خط تولید کارخانه‌های لندرور قرار دارند.

### تاریخچه لندرور

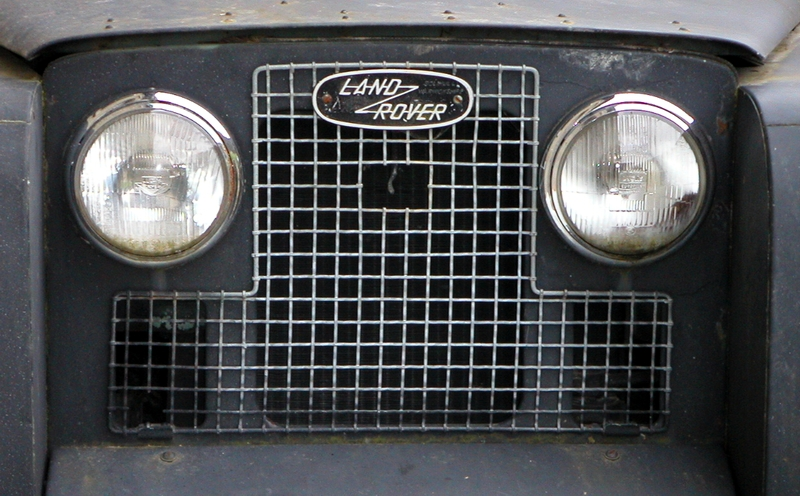
جلوپنجره لندرور سری 1

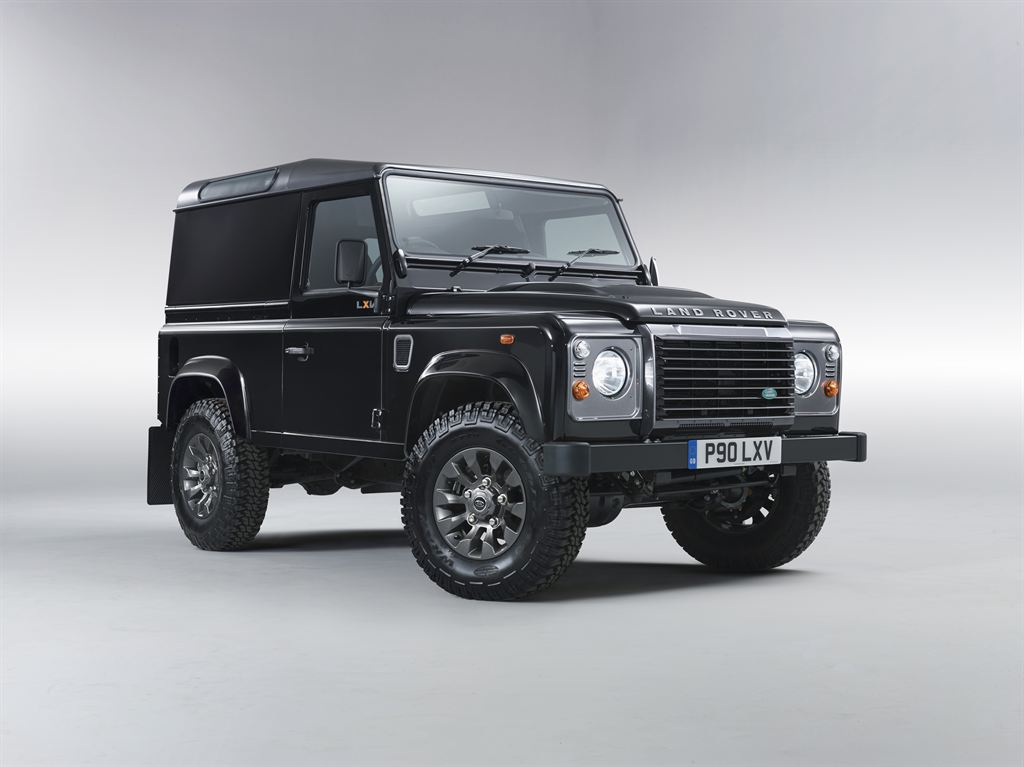
لندرور دیفندر ال‌ایکس‌وی

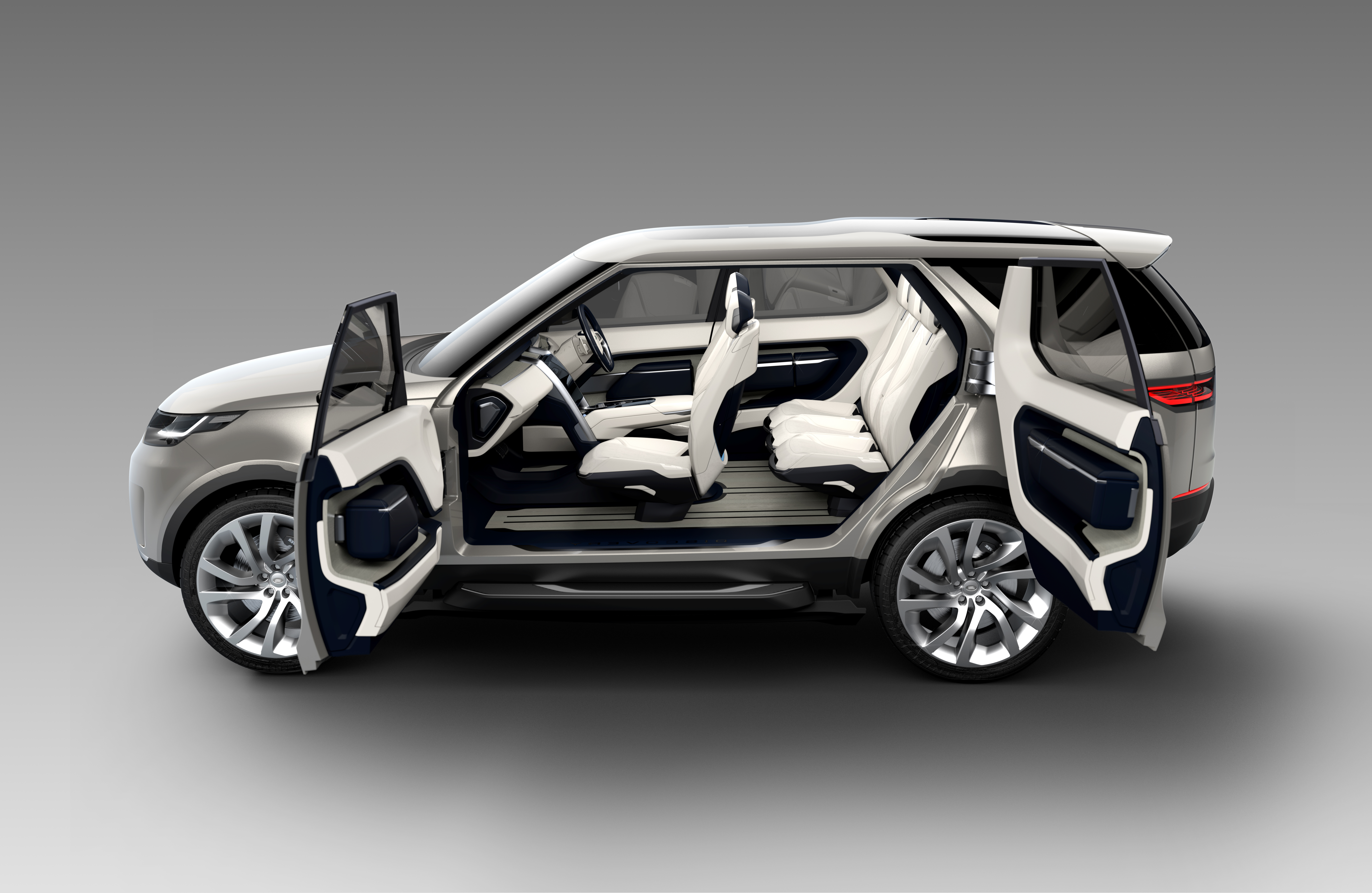
لندرور دیسکاوری نمایشی

طراحی نخستین خودروی لندرور به سال ۱۹۴۷ بازمی‌گردد، که موریس فردیناند ویلکس؛ رییس هیئت مدیره وقت گروه روور و طراح ارشد خودروهای شرکت روور، در زمان تعطیلات تابستان، در مزرعه شخصی‌اش در نیوبارو، ولز، با استفاده از شاسی و اکسل خودروی ویلیس ام‌بی، که متعلق به شرکت آمریکایی جیپ بود، شروع به ساخت نخستین مدل از خودروهای لندرور نمود. این مدل، بعدها لندرور سری ۱ نام گرفت.
تولد برند لندرور، به‌عنوان یک شرکت و نشان تجاری مستقل، به زمانی بازمی‌گردد، که جنگ جهانی دوم، با تمام تلفات و ویرانی‌هایش، به تازگی پایان یافته بود و کارخانهٔ شرکت روور در سالی هیل، انگلستان نیز، مانند بسیاری از کارخانه‌های خودروسازی و صنعتی دیگر، در حال تجدید ساختار بود و می‌بایست سیاست جدیدی را برای تولیدات خود اعمال می‌کرد.
این کارخانه در زمان جنگ، به تولید اتومبیل با برند موریس مشغول بود و در کنار آن نیز، برخی از لوازم و ماشین‌آلات مورد نیاز شرایط جنگ را، تولید می‌نمود. با پایان گرفتن جنگ، مدیریت کارخانه تصمیم به تولید وسیلهٔ نقلیه‌ای گرفت، که بتوان با صادر کردن آن، قسمتی از نیاز وارداتی خود، نظیر مواد اولیه را، تأمین کند و همچنین خودرو تولید شده برای فعالیت‌های عمرانی پس از جنگ نیز، مفید واقع گردد.
در سال ۱۹۴۷ موریس ویلکس، طرح تولید انبوه یک اتومبیل چندمنظوره دو دیفرانسیل، که توان جایگزین شدن اتومبیل‌های دو دیفرانسیل آمریکایی و بریتانیایی، نظیر جیپ، فورد و ویلیز را که در آن زمان اولین و تنها خودروهای دو دیفرانسیل بودند، را با مدیران وقت گروه روور مطرح نمود.
بعد از گذشت پنج ماه، اولین نمونهٔ این تولید جدید، که لندرور نام داشت، آماده شد. زمان در تولید این خودرو بسیار حائز اهمیت بود، زیرا می‌بایست برای بقای کارخانه، هر چه زودتر به بازار جهانی راه پیدا می‌کرد و سرانجام در ۳۰ آوریل ۱۹۴۸ برای اولین بار در نمایشگاه جهانی خودرو در آمستردام، از نخستین مدل لندرور، رونمایی شد.
این خودرو به زودی نظرها را متوجه خود نمود، زیرا دارای ویژگی‌های خاصی بود، خودرویی چندمنظوره که جزئیات زیادی در طراحی آن رعایت شده بود. جنس بدنه آن از آلومینیوم بود و این مسئله باعث جلوگیری از زنگ‌زدگی و پوسیدگی در اثر رطوبت می‌شد، دارای موتوری چهار سیلندر بود، که توسط گیربکسی چهار سرعته، نیرو را به چهار چرخ منتقل می‌کرد و در کنار آن، از گیربکس کمک نیز سود می‌جست، بنابراین دارای چهار دنده سبک و چهار دنده سنگین بود.
فیلتر هوای روغنی که برای آن در نظر گرفته شده بود، از ورود کوچک‌ترین ذرات غبار، به درون موتور جلوگیری می‌کرد و به‌کار رفتن سیستم آب تحت فشار درون سیستم خنک‌کننده موتور، پدیده‌ای نو در آن زمان به حساب می‌آمد.
سیستم ترمزدستی بر روی گاردان عمل می‌کرد، بنابراین در شیب‌های تند با اطمینان کامل اتومبیل را در سر جایش میخ‌کوب می‌کرد. از دیگر ویژگی‌های این خودرو تعبیه قسمتی مخصوص روی گیربکس بود، که توسط آن می‌شد، نیروی موتور را برای به‌کار اندازی دستگاه‌های مختلفی نظیر پمپ‌های آب، ژنراتورهای مختلف، وینچ گاردانی (مکانیکی) و بسیاری نیازهای دیگر استفاده نمود.
تمام این پارامترها به اضافه دسترسی آسان به قسمت‌های مختلف خودرو جهت تعمیرات و نگهداری آسان آن، این خودرو را متمایز کرده بود و همین تمایز باعث شد تا ایده‌های مختلفی بر روی این خودرو شکل گیرد. از اتومبیل آتش‌نشانی تا وسیله‌ای برای سم‌پاشی زمین‌های کشاورزی و حتی تبدیل آن به یک نوع هاورکرفت یا لوکوموتیوی کوچک برای کارهای سبک بر روی ریل راه‌آهن. با توجه به این مطالب می‌توان دریافت که لندرور اتومبیلی بود که از ابتدا با هدف چندمنظوره بودن ساخته‌شده بود.
در زمانی که برادران ویلکس در کارخانهٔ خود سرگرم توسعه و ایجاد تغییرات جدید بر روی این خودرو بودند، افراد ماجراجوی بسیاری با استفاده از این خودرو به مناطق ناشناخته سفر می‌کردند. لازم به‌ذکر است که در بسیاری از مناطق دورافتاده، اولین خودرویی که مردم با آن آشنا شدند، لندرور بود.

### حمل‌ونقل نظامی
امروزه لندرور دیفندر به عنوان خودرو حمل نقل نظامی و حمل سرباز و خودروی فرمانده‌ای و حمل ادوات و... استفاده می‌شود و در بسیاری از ارتش‌های دنیا نظیر انگلستان، پاکستان، هند، ایتالیا، استرالیا و کانادا مورد استفاده قرار می‌گیرد.

### خودروهای لوکس
شرکت لندرور در کنار تولید خودروهای چهارچرخ محرک، اقدام به تولید سری خودروهای لوکس با نام تجاری رنجرور نموده است. خودروهای رنجرور تاکنون در مدل‌های رنج روور اسپورت، رنج روور ال۴۵۰ و رنج روور ایواک تولید و عرضه شده‌اند.

### برندهای لندرور

#### دوچرخه لندرور
شرکت لندرور از سال ۱۹۹۵ شروع به تولید دوچرخه با برند لندرور ای‌پی‌بی (به انگلیسی: Land Rover APB) نمود. این دوچرخه‌ها که توسط شرکت پشلی سایکلز تولید می‌شوند، با الهام از خودروهای چندمنظوره لندرور و امکانات فنی اتخاذ شده در طراحی آنها، به‌نام دوچرخه‌های چندمنظوره مشهور می‌باشند.
در سال ۲۰۰۴ شرکت لندرور ۲۵ مدل جدید دوچرخه‌های خود را عرضه کرد، که همگام با طراحی خودروهایش، این دوچرخه‌ها نیز در قالب سه گروه اصلی دیفندر، فری‌لندر و دیسکاوری تولید شده بودند. شرکت لندرور هم‌اکنون نیز دوچرخه‌های لندرور را تولید می‌کند. وجه مشترک تمامی دوچرخه‌های این شرکت، استفاده از آلومینیم بسیار سبک در ساخت آن‌ها می‌باشد.

#### لندرور کافی
شرکت لندرور در سال ۲۰۰۵ میلادی اقدام به تأسیس شرکت لندرور کافی نمود. این شرکت در زمینه تولید و توزیع قهوه، تحت نام تجاری لندرور فعالیت می‌کند.

## نگارخانه

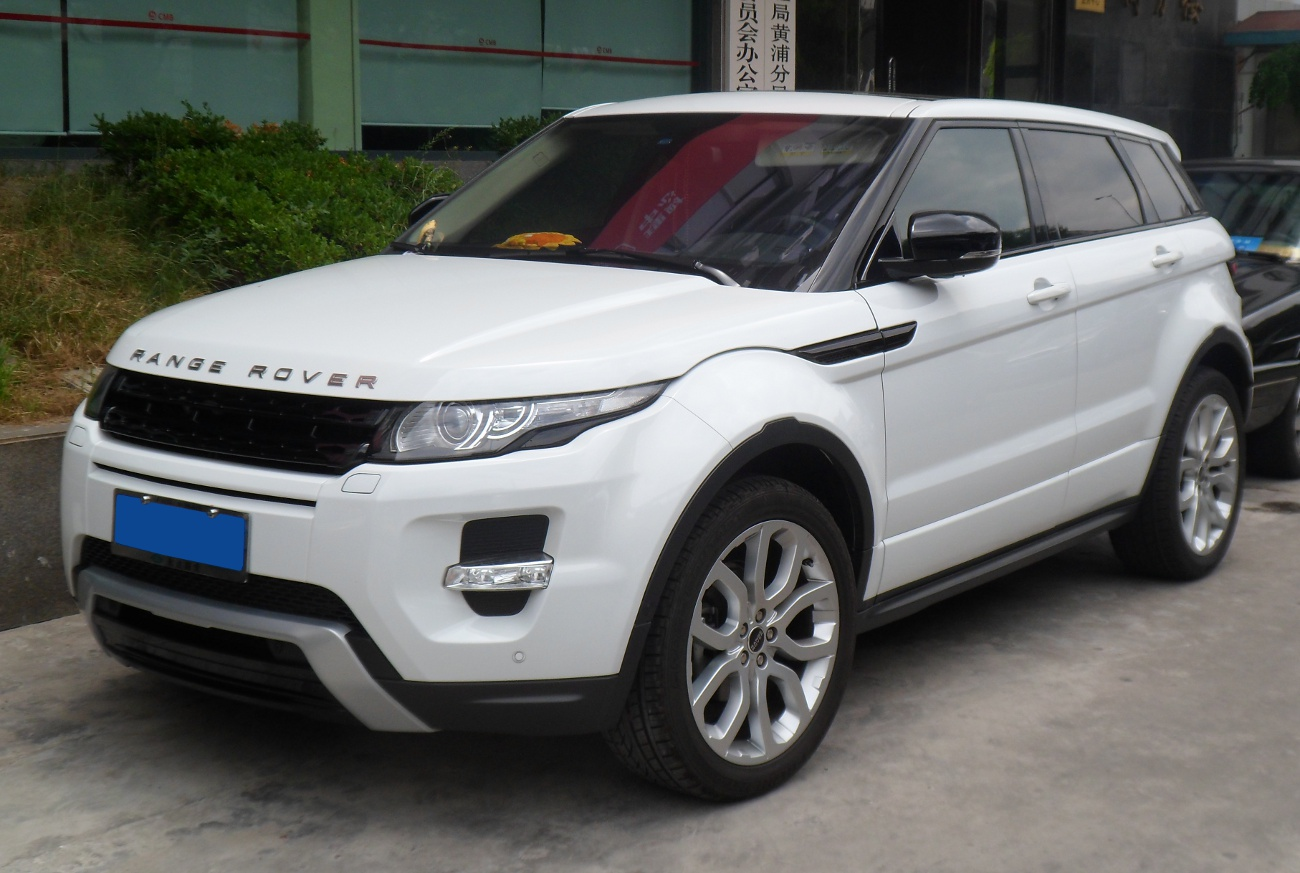
لندرور ایواک مدل ۲۰۱۲
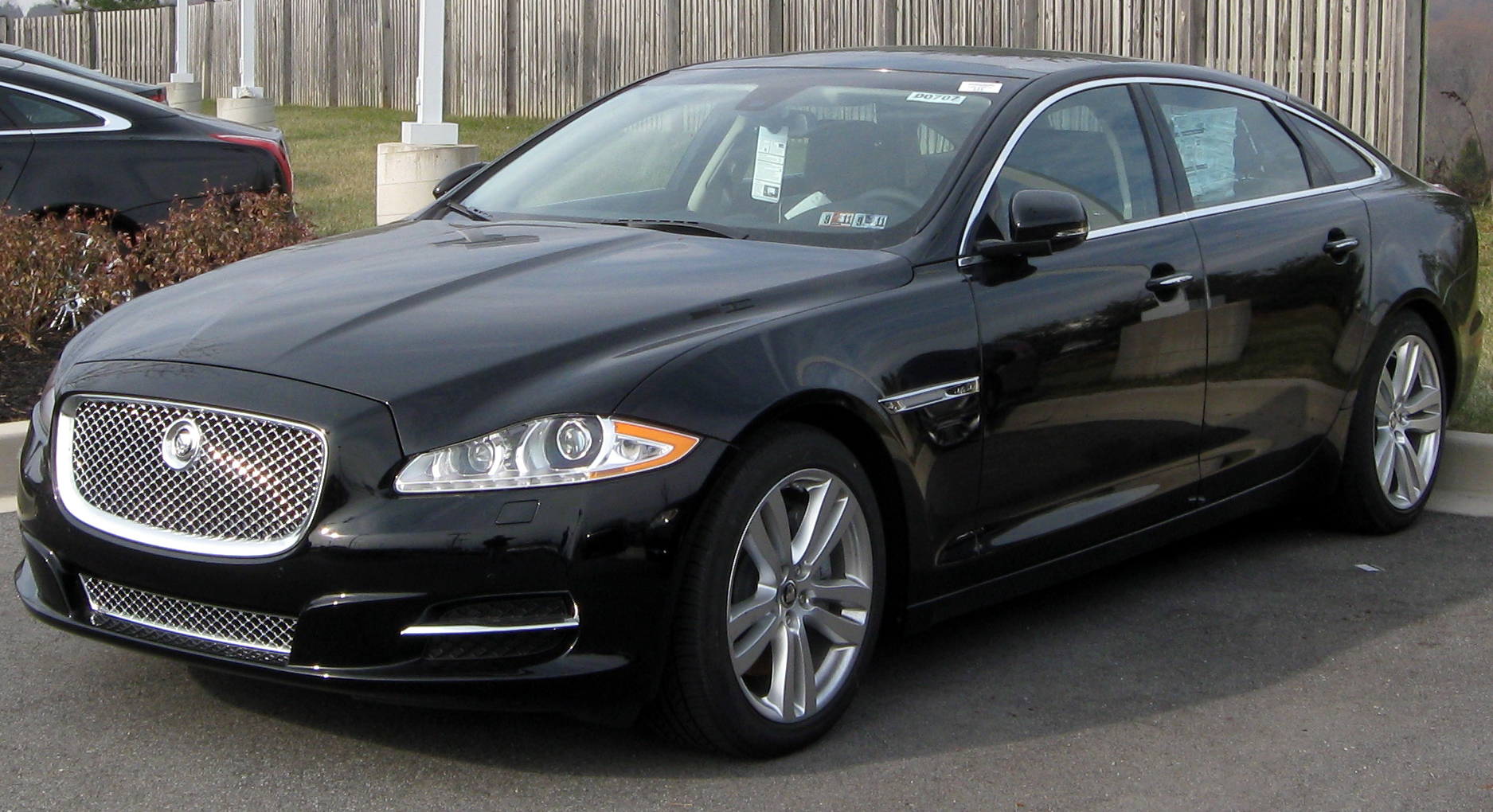
جگوار ایکس‌جی
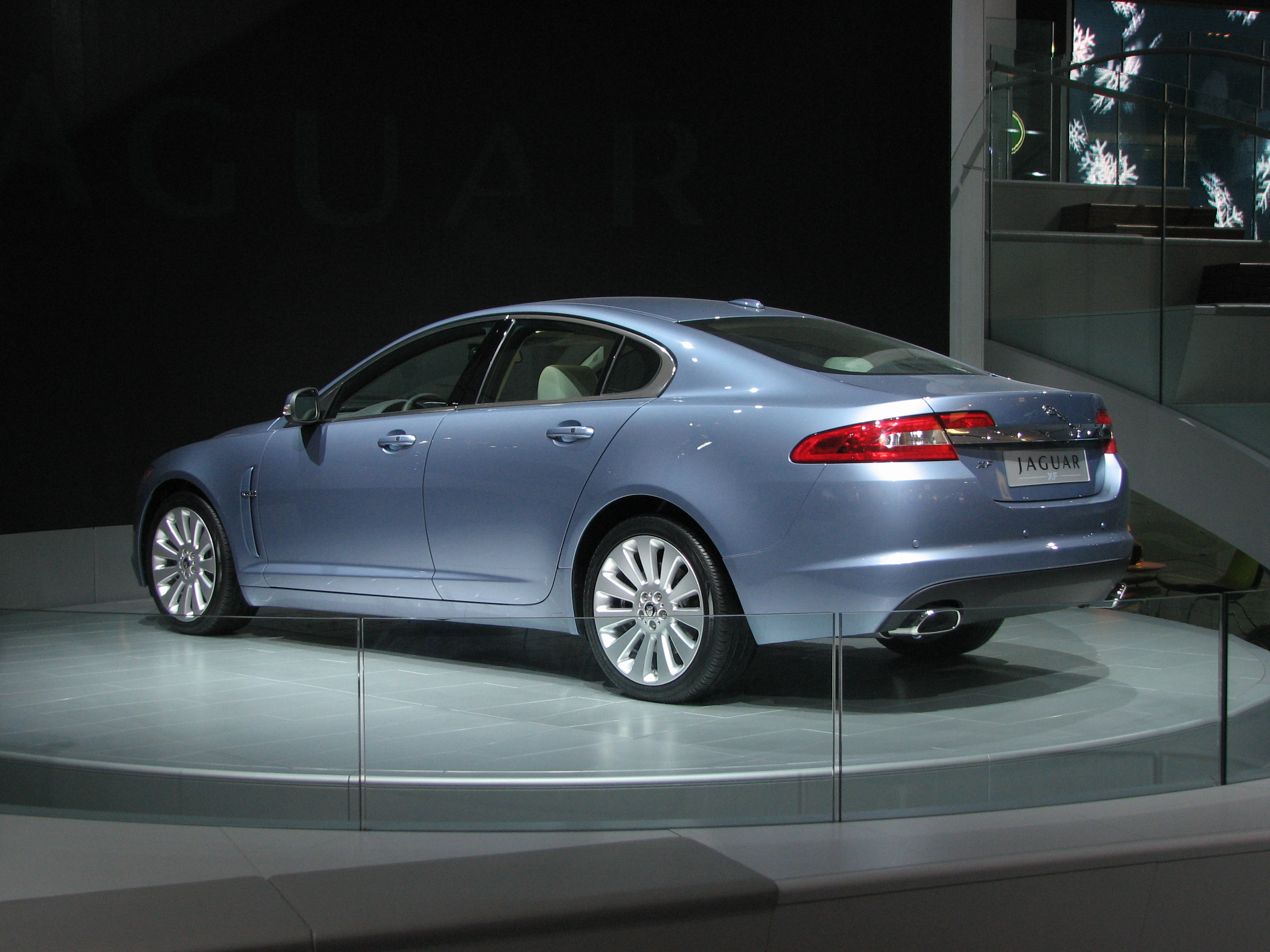
جگوار ایکس‌اف
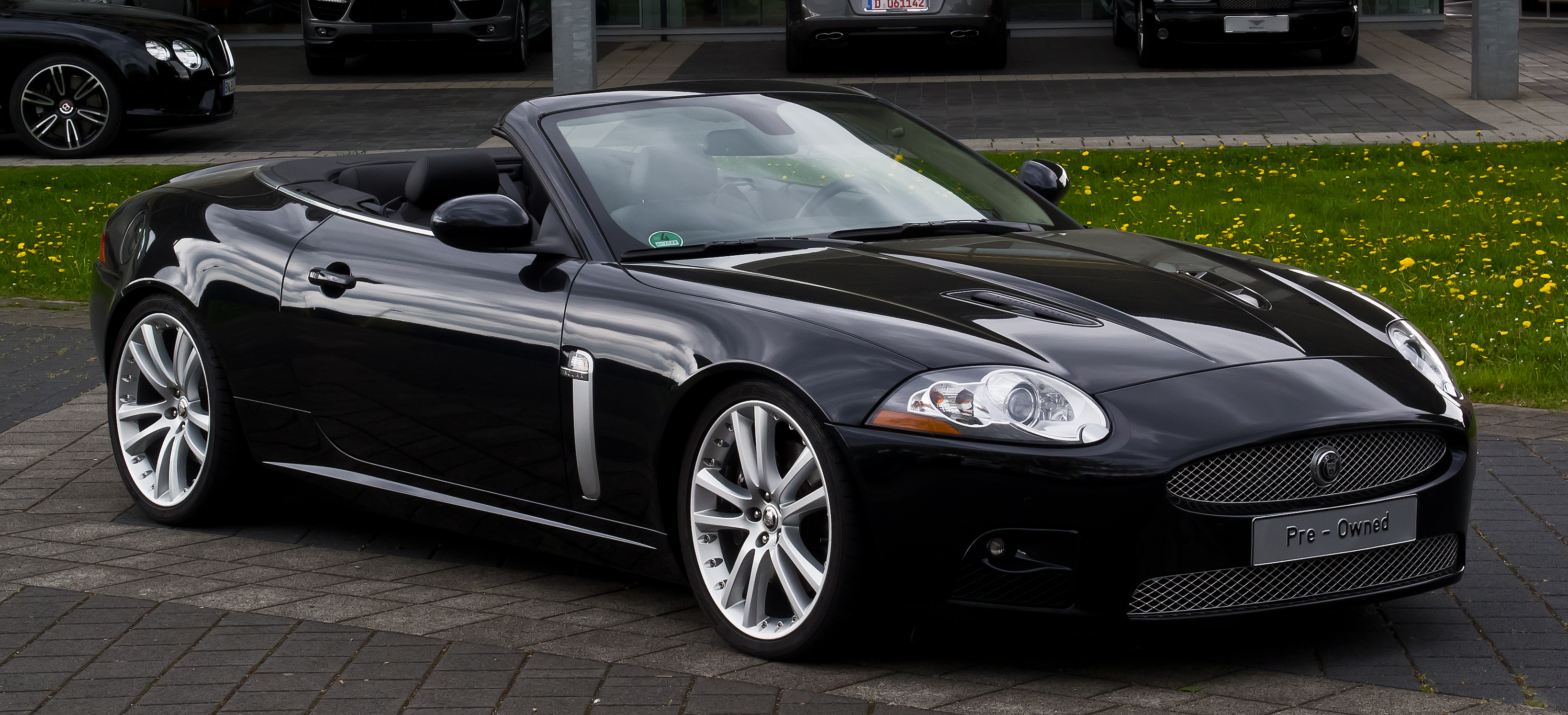
جگوار ایکس‌کی
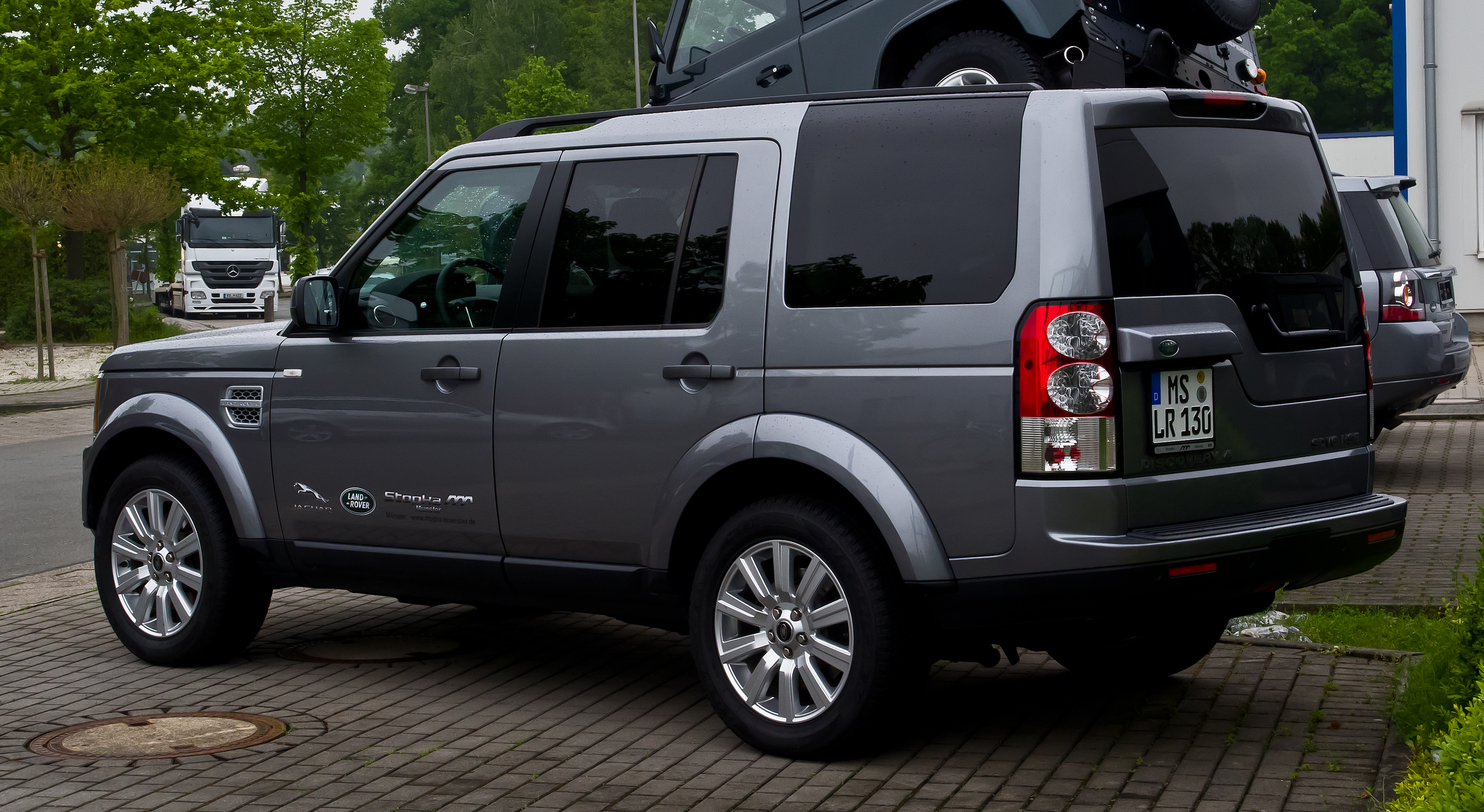
لندروور دیسکاوری
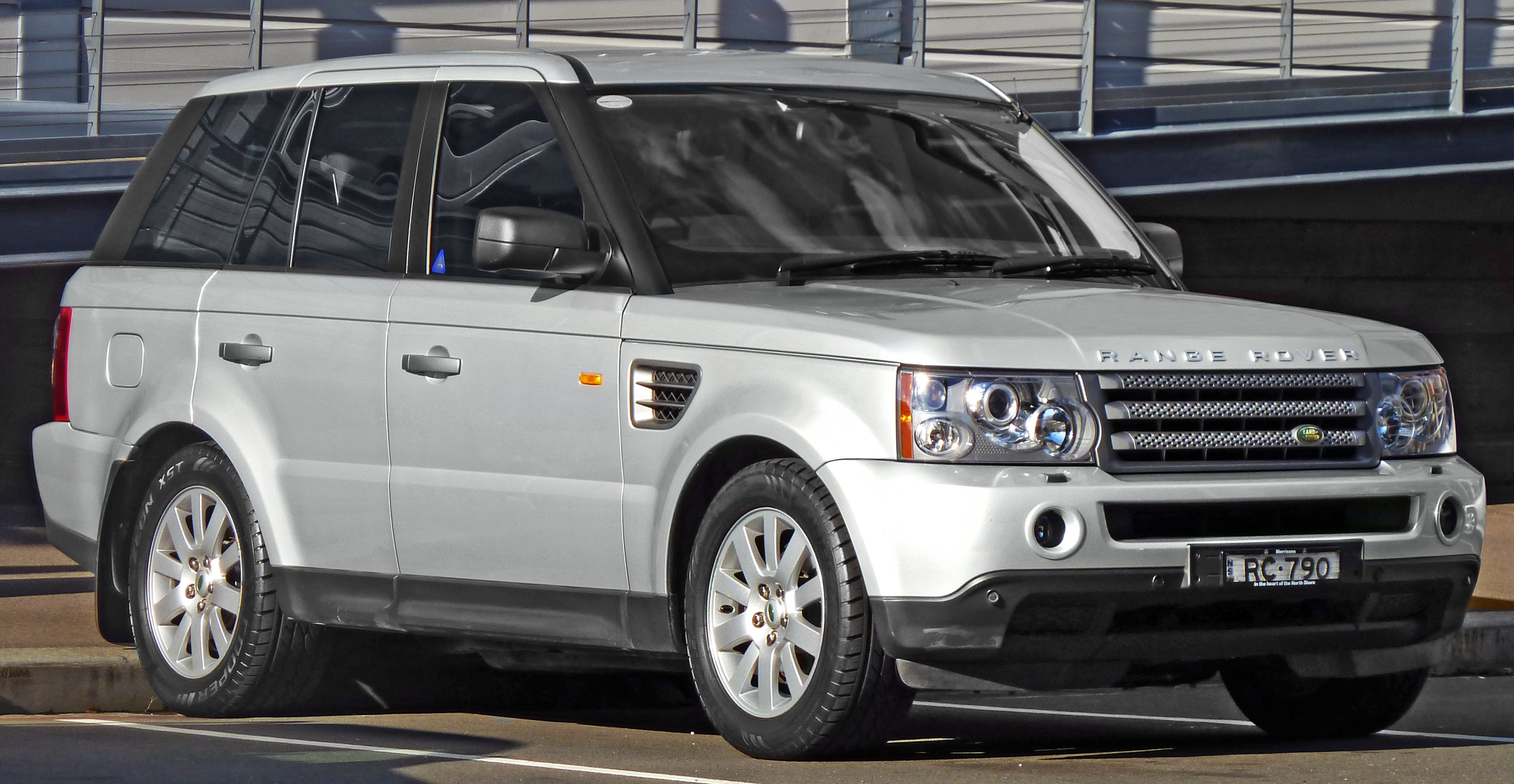
رنج روور اسپورت
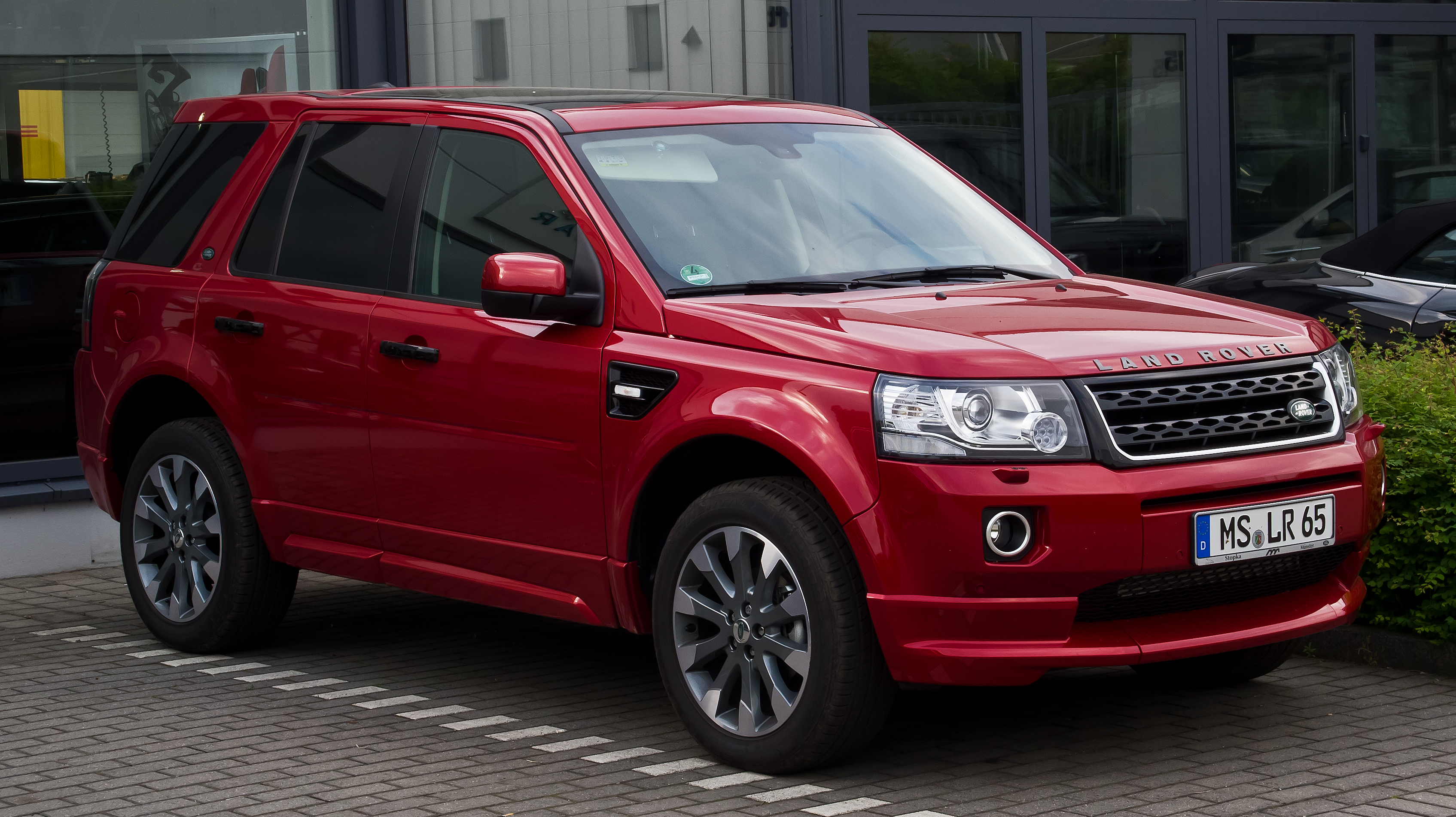
لندروور فری‌لندر